# JuraPark Bałtów

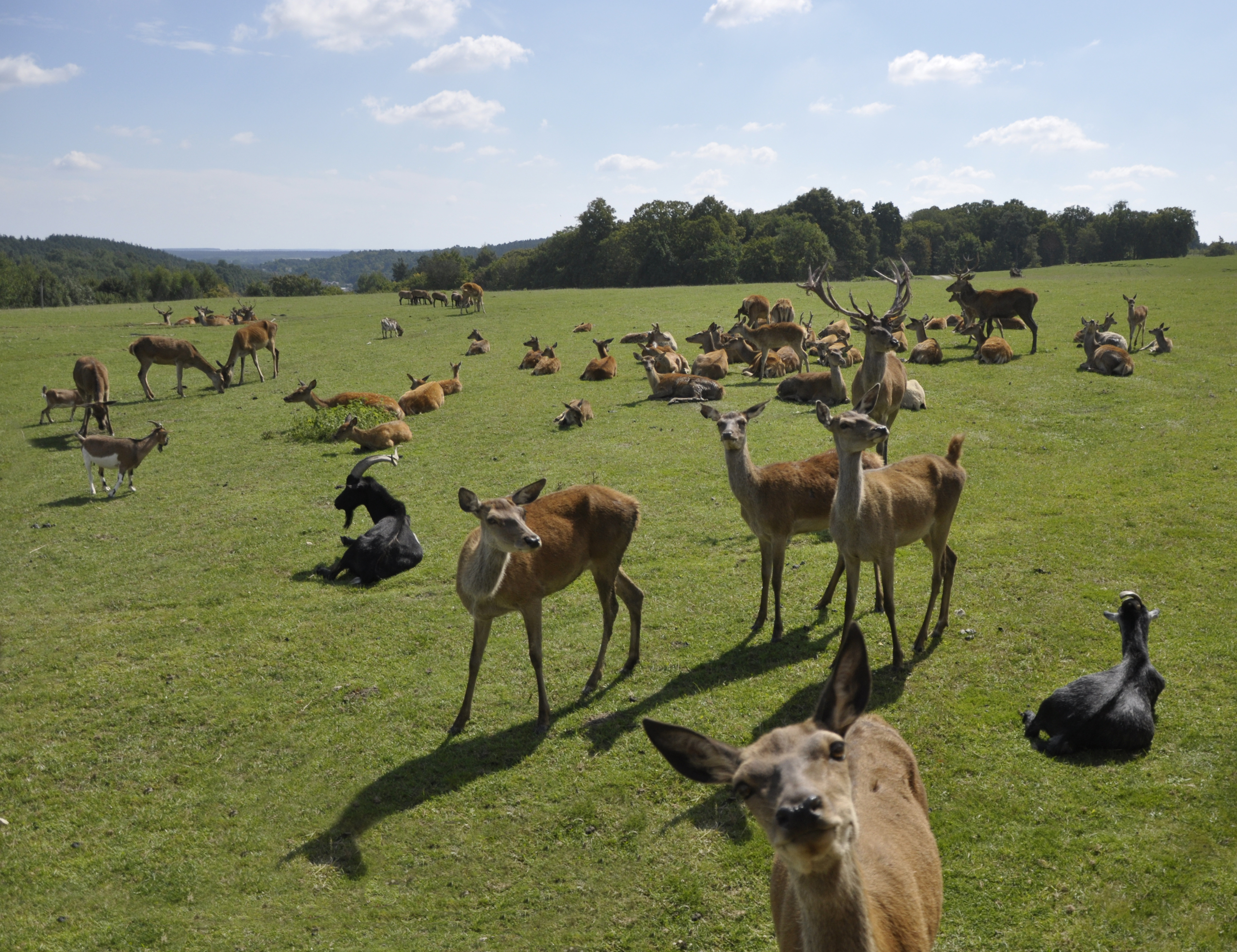
Zwierzyniec Bałtowski

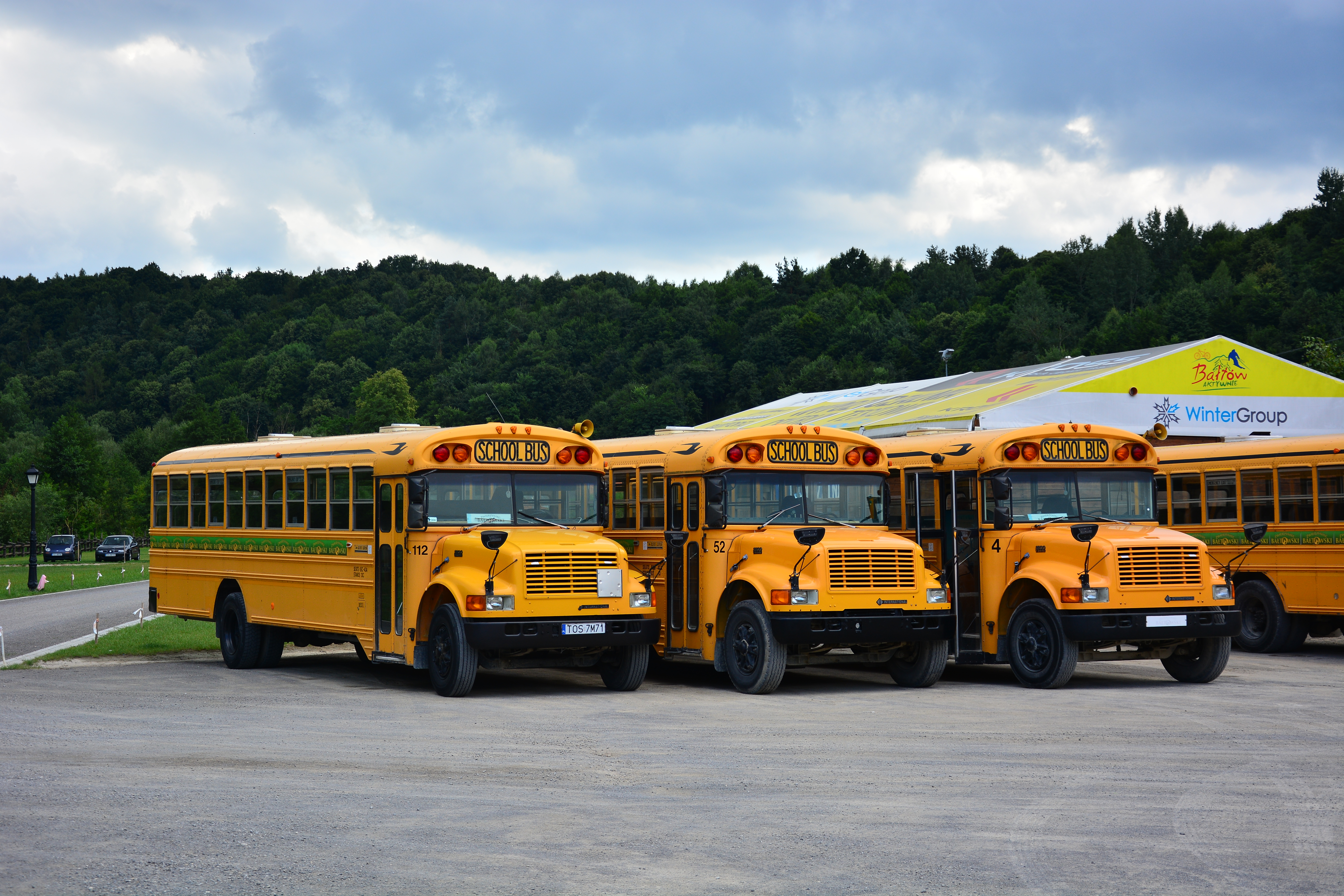
Autobusy „schoolbusy” Zwierzyńca Bałtowskiego

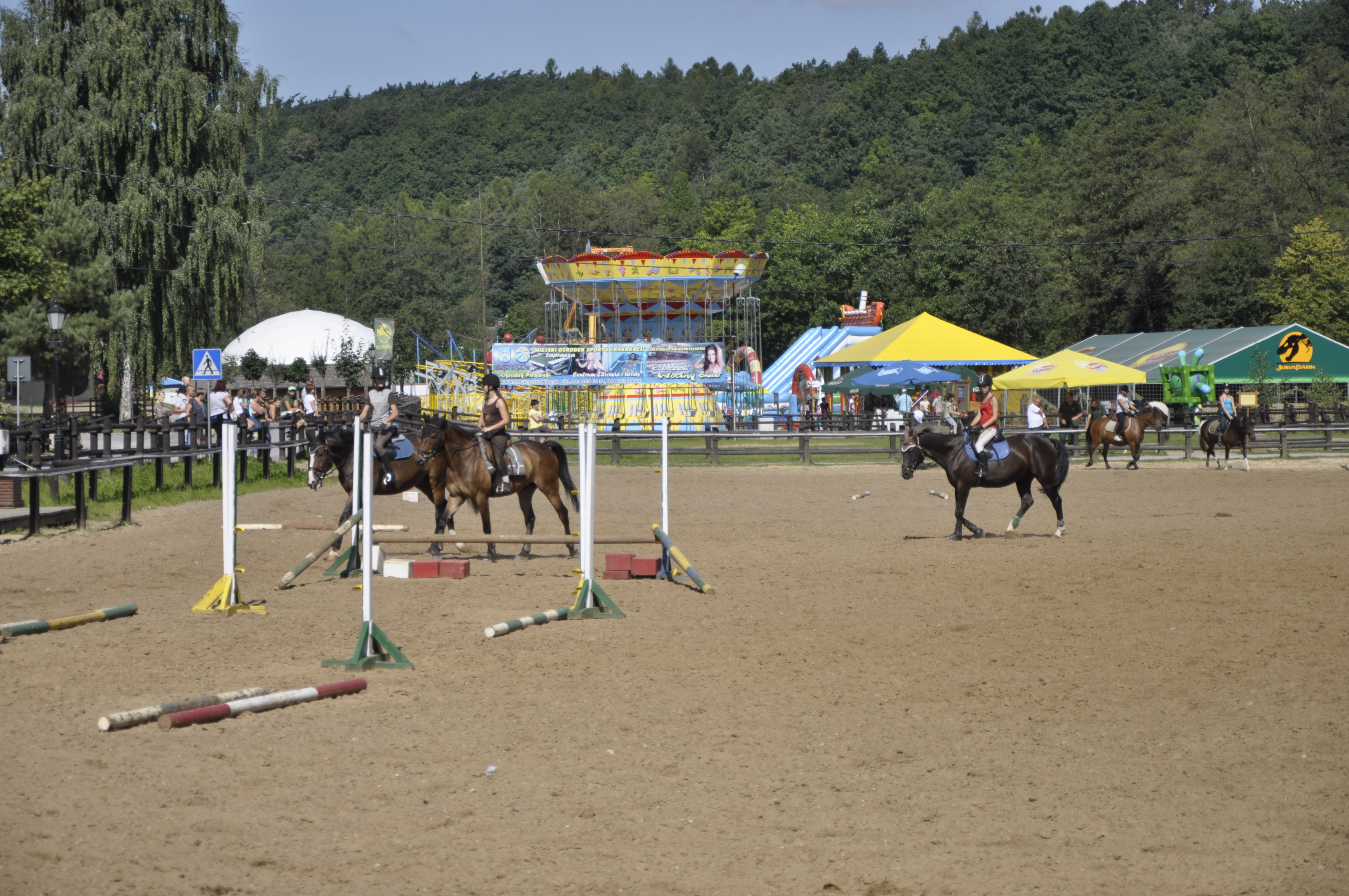
Kraina Koni

Jura Park Bałtów – kompleks turystyczny znajdujący się we wsi Bałtów w województwie świętokrzyskim, w powiecie ostrowieckim. Głównym elementem parku są rekonstrukcje dinozaurów naturalnej wielkości. Kompleks został otwarty 7 sierpnia 2004 r. Jego właścicielem jest Stowarzyszenie Delta.
W 2014 r. bałtowski jurapark odwiedziło 300 tys. osób wobec 310 tys. w 2013 r.

## Historia
Badania na terenie Bałtowa rozpoczął Gerard Gierliński, pracownik Państwowego Instytutu Geologicznego w Warszawie. Odkryto tu tropy górnojurajskich dinozaurów, takich jak m.in. allozaura, stegozaura, kamptozaura i kompsognata. Stowarzyszenia Delta i Stowarzyszenie Na Rzecz Rozwoju Gminy Bałtów Bałt postanowiły zilustrować znaleziska, w celu zainteresowania turystów. Pierwotnie planowano, iż modele gadów będą ustawione w miejscach, gdzie odkryto ich tropy. Bałtowski Park Jurajski otwarto 7 sierpnia 2004 r.

## Kompleks
W skład kompleksu wchodzą:
- JuraPark Bałtów[3] – blisko 100 modeli oryginalnej wielkości, ręcznie wykonanych z wielką dbałością o szczegóły oraz w zgodzie z najnowszymi odkryciami i standardami obowiązującymi w paleontologii przy współpracy z paleoartystami, m.in.: Martą Szubert, Adamem Wojciechowskim, Michałem Pytlikiem, Jackiem Kolatorowiczem i Tomaszem Okręglickim. Na terenie parku znajdują się m.in. modele: tyranozaura, allozaura, triceratopsa.
- Zwierzyniec Bałtowski[4] – na obszarze 40 ha rozmieszczono wybiegi dla jeleni Dybowskiego, danieli, muflonów, bydła szkockiego, kozic śruborogich, alpejskich i górskich, alpak, lam, owiec, koników polskich oraz osłów. Zwiedzanie tego terenu odbywa się żółtymi, amerykańskimi schoolbusami.
- Park Rozrywki[5] – karuzele, gokarty, kolejki dla młodszych i starszych dzieci.
- Cinema 5D – Kino Emocji – obiekt uruchomiony w 2011 r., maksymalnie może pomieścić 42 widzów.
- Kraina Koni[6] – powstały na początku 2009 r. ośrodek jazdy konnej[7]. Jazda na lonży, jazda w terenie i rajdy konne.
- Kolejka Rollercoaster – długość wyciągu wynosi 135 m, długość zjazdu – 382 m, a maksymalna prędkość zjazdu – ok. 40 km/h[8].
- Adventure Planet[9] – Jurajski świat w Wirtualnej rzeczywistości.
- Stacja Narciarska Szwajcaria Bałtowska – ośrodek narciarski z wyciągiem krzesełkowym, dwoma wyciągami orczykowymi, dwoma wyciągami dla dzieci i sześcioma trasami o łącznej długości ok. 4 km. Stok czynny sezonowo.
- Lodowisko[10] - Lodowisko czynne sezonowo.
- Baza noclegowa[11] – domki typu schroniskowego oraz rodzinnego.
- Spływ kajakowy[12] - Spływ kajakowy dolnym biegiem Kamiennej i fragmentem małopolskiego przełomu Wisły.
- Wrotkarnia[13]
- Wypożyczalnia rowerów i trasy rowerowe[14] - Kilkadziesiąt tras rowerowych o różnej długości i stopniu trudności.
- Strefa Wodna “Źródlana Wyspa”[15] - To urokliwe miejsce w samym sercu Bałtowskiego Kompleksu Turystycznego, tuż obok Parku Zabaw. Strefę Wodną tworzą jeziorka otoczone piaszczystą plażą. Zasilane są krystalicznie czystą wodą pochodzącą z bijących podziemnych źródełek. Głębokość wody sięga maksymalnie 120 cm, dzięki czemu szybko się nagrzewa i osiąga przyjemną temperaturę do kąpieli. W zbiorniku znajdują się również figurki delfinów, które są jednocześnie małymi wodnymi fontannami.
- Park Miniatur – "Polska w Miniaturze"[16] - To park miniatur uformowany na kształt Polski obszar o powierzchni około 1 hektara z zaznaczonymi głównymi rzekami, jeziorami, krainami geograficznymi. 50 miniatur zamków i pałaców stanowiących najciekawsze zabytki architektoniczne powstałe na przestrzeni 500 lat, a znajdujące się obecnie w granicach Polski.